# 독도점등에모기
독도점등에모기(학명: Culicoides dokdoensis)는 대한민국 경상북도 울릉군 울릉읍 독도리 및 독도의 동도와 서도 일대에서 서식하는 모기이자 해충류 중 하나이다. 일반적인 모기와는 달리 대한민국 독도 지역에서만 서식하는 특이종으로 일반 모기에 비해서 흡혈력이 강하고 사람을 비롯한 척추동물의 혈액을 흡혈한다. 
공식적으로는 독도점등에모기이지만 독도 모기라고도 불린다.

## 개요
독도 일대에서만 서식하는 것으로 알려진 모기종이다. 일반 모기와는 다르게 흡혈력이 강하고 한 번 피부에 물리면 가려움증을 유발하며 특히 흡혈을 하는 암컷이 공격력이 강하다. 일반 모기의 경우 흡혈을 할 수 있는 입 역할을 하는 침이 달려있으나 독도점등에모기는 침 대신 이빨이 달려있으며 특히 암컷이 이빨이 강하여서 사람이나 척추동물의 피부를 물을 수 있어서 물리면 가려움증이 유발되고 흡혈로 인해서 상처가 남거나 경우에 따라 질병을 유발할 수 있는 것으로 알려졌다. 
현재도 독도 일대에 서식하고 있는 것으로 알려졌으며 독도에 사는 거주민이나 독도경비대 대원들도 이 모기로 인해서 피해를 입거나 흡혈로 인한 증상을 앓는 것으로 밝혀졌다. 또한 역사적으로 1953년에 독도 의용수비대 대원들도 당시 독도에 서식하는 독도점등에모기로 인해서 가려움증과 고열 등을 앓은 것으로 밝혀졌다.  

## 특징
수컷보다는 주로 암컷이 흡혈을 하며 암수 모두 이빨이 달려있지만 흡혈력이 강한 암컷의 이빨이 날카로워서 피부를 물면서 흡혈을 하여서 가려움증이나 염증 등을 유발한다.

## 증상
일반 모기와 같이 흡혈을 하지만 침 대신 이빨로 피부를 물면서 흡혈하는 것으로 알려져서 일반 모기에 비해서 가려움증이 심하며 피부가 상하거나 고열 등을 유발할 수도 있다. 1976년 9월 동아일보에 실린 독도에 관한 기사에서는 "이 모기들은 어찌나 극성스러운지 웬만한 옷은 여지없이 뚫는다는데 한번 물리면 퉁퉁붓고 피부가 약한 사람은 환부가 곪기까지 한다"라고 묘사했다.